# Ho perso il trend
Ho perso il trend è stata una trasmissione radiofonica condotta da Ernesto Bassignano ed Ezio Luzzi in onda sulle frequenze di Radio1 dal lunedì al venerdì dalle 14:45 alle 15:30. Il programma, in onda ininterrottamente dal 1999 al 2011, ha avuto un grande successo popolare "di nicchia" fino al 1º aprile 2011, data del collocamento in pensione, per limite di età, dello stesso Bassignano, che per disposizioni normative Rai non poteva ottenere un ulteriore contratto di collaborazione per continuare a realizzare il programma.

## Presentazione
Era una trasmissione a carattere ironico, improntata sul gioco comico dei due conduttori in studio che prendevano spunto dalle notizie di attualità più curiose per creare un dibattito fra di loro e i personaggi che intervenivano nel corso della diretta. Anche gli ascoltatori potevano dire la loro, intervenendo attraverso gli sms o la posta elettronica. Come scritto sullo stesso sito web della trasmissione, cercava "di essere un osservatorio semiserio che, partendo da notizie e sondaggi assolutamente veri, prova a ironizzare su certe statistiche per dedurne tutto e il contrario di tutto. In sintesi: "una gabbia di matti".

A partire da venerdì 1º aprile 2011 il programma è stato cancellato dal palinsesto di Rai Radio1 "tra la disperazione degli ascoltatori e l'indifferenza di tutti gli altri".

## Conduttori
La curiosità di questo programma ormai "cult" di Radio Rai, stava nella composizione del duo di conduttori: 
- Ezio Luzzi giornalista, per anni inossidabile radiocronista e colonna fissa di "Tutto il calcio minuto per minuto", ha saputo indossare questa nuova veste di conduttore, mostrando, con notevole successo, una spiccata ironia e doti di comicità.
- Ernesto Bassignano, giornalista e cantautore, anche lui sin dall'inizio della trasmissione catapultato in questa nuova veste di intrattenitore ironico.

Anche se non intervenivano in voce, una parte del successo del programma era dovuta anche alla selezione musicale, a cura dal regista Alex Messina, e all'interazione con i tecnici addetti alla messa in onda, tra cui il più assiduo era Gottardo Montano, soprannominato "il cartaro".

## Personaggi
- Savino Cesario (il funzionario Rai)
- Stefano Antonucci (l'attore)
- Nando Citarella (il posteggiatore musicante)
- Paola D'Agnese (la psicanalista junghiana)
- Felice Pautasso (il poeta di Pavarolo)
- Cinthia Marisa Indivisa (la vigilessa repressa)
- Claudio Lardo (ambasciatore della Calabria Esaurita, Orso Maria Trombini)
- Giuditta Cambieri (Josephine, titolare della Maitresse Agency)
- Enrico Vaime (il maestro)